# Försäkringsbedrägeri
Försäkringsbedrägeri är ett brott där en försäkringstagare genom sitt agerande får ersättning för en skada som inte inträffat eller medvetet skaffar sig en högre ersättning än vad den försäkrade är berättigad till. Att överdriva värdet på det som stulits eller gått sönder är ytterligare ett exempel. Att medvetet lämna oriktiga uppgifter vid tecknande av en försäkring är också ett försäkringsbedrägeri. 
Exempel på försäkringsbedrägerier är att:
- medvetet förstöra sin mobiltelefon för att kunna använda försäkringsersättning till att köpa en nyare modell.
- arrangera en trafikolycka med sin defekta bil för att få ut en försäkringsersättning som överstiger värdet av den krockade bilen.
- sälja sin bil utomlands och sedan anmäla den som stulen.
- åka utomlands för en skönhetsoperation och med stöd av ett falskt kvitto från kliniken hävda att det handlade om en akut sjukhusbehandling.
- medvetet lämna oriktiga uppgifter i en hälsodeklaration vid tecknande av en liv-, sjuk-  eller sjukvårdsförsäkring.
- påstå eller överdriva smärtor eller andra skadesymtom efter en bilolycka.

Ett i Sverige uppmärksammat försäkringsbedrägeri var sprängningen av Restaurang Fontainebleau på Norrlandsgatan i Stockholm den 31 december 1982.
I februari 2014 publicerade Larmtjänst och Svensk Försäkring en rapport om försäkringsbedrägerier, i den framgår det att försäkringsbranschen varje år hanterar ungefär 2  miljoner skadeärenden och betalar ut mer än 50 miljarder kronor i skadeersättning till sina kunder. En grov uppskattning är att försäkringsbedrägerier utgör mellan 5 och 10 procent av dessa utbetalningar, cirka 2,5- 5 miljarder kronor årligen.
Försäkringsbranschen har en gemensam tipsfunktion, kallad Stöldtipset, där allmänheten anonymt kan lämna information och tips om misstänkta försäkringsbedrägerier. 

### Fotnoter
1. ↑  "Försäkringsbedrägerier i Sverige 2013" Arkiverad 8 maj 2014 hämtat från the Wayback Machine. Svensk försäkring, Larmtjänst